# بيقية وحيدة السداة
البيقية وحيدة السداة (باللاتينية: Vicia monantha) نوع نباتي يتبع جنس البيقية من الفصيلة البقولية المعروفة بقدرتها على تثبيت النيتروجين الجوي من خلال بكتيريا المستجذرة أو الرايزوبيوم. تعد من الأعشاب حيث تنمو بريًا في كثير من المناطق وفي الحقول الزراعية.

## الموئل والانتشار
موطنها مناطق الوطن العربي المتوسطية وبعض مناطق جنوب أوروبا والقوقاز وتركيا.

## مرادفات للاسم العلمي
- (باللاتينية: Cracca calcarata (Desf.) Gren. & Godr.)
- (باللاتينية: Vicia biflora Desf.)
- (باللاتينية: Vicia calcarata Desf.)
- (باللاتينية: Vicia griffithii Baker)
- (باللاتينية: Vicia monantha subsp. calcarata (Desf.) Pott.-Alap.)
- (باللاتينية: Vicia monantha subsp. cinerea (M. Bieb.) Maire)
- (باللاتينية: Vicia monantha subsp. eubiflora Maire)